# Liski (obwód iwanofrankiwski)
Liski (ukr. Ліски, Lisky) – wieś na Ukrainie, w  obwodzie iwanofrankiwskim, w rejonie kołomyjskim.